# Station Neuwarp Kirchhofsweg
Station Neuwarp Kirchhofsweg was een spoorwegstation in de Poolse plaats Nowe Warpno aan de lijn van de Randower Kleinbahn van Stöven (Stobno) naar Neuwarp. De plaats lag voor 1945 in Duitsland en heette toen Neuwarp. De spoorlijn is in 1945 door het Rode Leger afgebroken en als herstelbetaling naar de Sovjet-Unie getransporteerd. 